# Lijst van gouverneurs van Haryana
Dit is een lijst van gouverneurs van de Indiase deelstaat Haryana. De gouverneur is hoofd van de deelstaat en wordt voor een termijn van vijf jaar aangewezen door de president. De rol van de gouverneur is hoofdzakelijk ceremonieel en de echte uitvoerende macht ligt bij de ministerraad, met aan het hoofd de chief minister.
| #   | Naam                          | Begin termijn     | Einde termijn     |
| --- | ----------------------------- | ----------------- | ----------------- |
| 1   | Dharma Vira                   | 1 november 1966   | 14 september 1967 |
| 2   | Birendra Narayan Chakraborty  | 15 september 1967 | 26 maart 1976     |
| 3   | Ranjit Singh Narula           | 27 maart 1976     | 13 augustus 1976  |
| 4   | Jaisukh Lal Hathi             | 14 augustus 1976  | 23 september 1977 |
| 5   | Harcharan Singh Brar          | 24 september 1977 | 9 december 1979   |
| 6   | S.S. Sandhawalia              | 10 december 1979  | 27 februari 1980  |
| 7   | Ganpatrao Devji Tapase        | 28 februari 1980  | 13 juni 1984      |
| 8   | Saiyid Muzaffar Husain Burney | 14 juni 1984      | 21 februari 1988  |
| 9   | Hari Anand Barari             | 22 februari 1988  | 6 februari 1990   |
| 10  | Dhanik Lal Mandal             | 7 februari 1990   | 13 juni 1995      |
| 11  | Mahabir Prasad                | 14 juni 1995      | 18 juni 2000      |
| 12  | Babu Parmanand                | 19 juni 2000      | 1 juli 2004       |
| wnd | Om Prakash Verma              | 2 juli 2004       | 7 juli 2004       |
| 13  | Akhlaqur Rahman Kidwai        | 7 juli 2004       | 27 juli 2009      |
| 14  | Jagannath Pahadia             | 27 juli 2009      | 26 juli 2014      |
| 15  | Kaptan Singh Solanki          | 27 juli 2014      | 25 augustus 2018  |
| 16  | Satyadev Narayan Arya         | 25 augustus 2018  | huidig            |